# Cleveland Browns 2022
La stagione 2022 dei Cleveland Browns è stata la 74ª della franchigia, la 70ª nella National Football League e la terza con Kevin Stefanski come capo-allenatore.
La squadra non riuscì a migliorare il record di 8–9 della stagione precedente dopo una sconfitta nella settimana 16 contro i New Orleans Saints, che la eliminò anche dalla caccia ai playoff. I Browns introdussero un nuovo logo a metà campo, con l'elfo Brownie; fu la prima stagione con un nuovo logo a metà campo dal 2016.
Per la prima volta dal 2017, il quarterback Baker Mayfield non fu parte del roster. I Browns ottennero in un costoso scambio il quarterback Deshaun Watson, in precedenza agli Houston Texans, e Mayfield fu ceduto ai Carolina Panthers. A causa di 11 gare di sospensione di Watson nell'ambito di accuse di violenza sessuale durante il suo periodo a Houston, i Browns fecero partire come titolare Jacoby Brissett, il quale ebbe un record di 4–7 prima che Watson facesse il suo debutto nella settimana 13.

## Scelte nel Draft 2022
| Scelte dei Browns nel Draft 2022 |        |                  |       |                   |                                  |
| Giro                             | Scelta | Giocatore        | Ruolo | College           | Note                             |
| 3                                | 68     | Martin Emerson   | CB    | Mississippi State | da Houston                       |
| 3                                | 78     | Alex Wright      | DE    | UAB               |                                  |
| 3                                | 99     | David Bell       | WR    | Purdue            | Selezione risoluzione 2020 JC-2A |
| 4                                | 108    | Perrion Winfrey  | DT    | Oklahoma          | da Houston                       |
| 4                                | 124    | Cade York        | K     | LSU               | da Philadelphia via Houston      |
| 5                                | 156    | Jerome Ford      | RB    | Cincinnati        | da Baltimore via Minnesota       |
| 6                                | 202    | Michael Woods II | WR    | Oklahoma          | from Dallas                      |
| 7                                | 223    | Isaiah Thomas    | DE    | Oklahoma          | da Detroit                       |
| 7                                | 246    | Dawson Deaton    | C     | Texas Tech        | da Buffalo                       |

## Staff
| Staff dei Cleveland Browns nel 2022 |
| --- |
| Organi dirigenziali - Proprietari– Jimmy Haslam, Dee Haslam, Whitney Haslam-Johnson, JW Johnson - Chief strategy officer – Paul DePodesta - Vice presidente esecutivo/COO– David Jenkins - Vice presidente/General manager – Andrew Berry - Vice president dell'amministrazione del football – Chris Cooper - Vice presidente del personale dei giocatori – Glenn Cook - Vice presidente di ricerca e strategia – Andrew Healy - Vice president dello sviluppo del personale – Ken Kovash - Direttore dell'amministrazione del football - Taylor Young - Direttore del personale dei giocatori – Dan Saganey - Assistente del direttore del personale professionistico – Adam Al-Khayyal - Direttore di ricerca e strategia – Dave Giuliani - Direttore degli osservatori – Mike Cetta - Direttore dei sistemi informativi - Brad DeAngelis - Consulente speciale – Jim Brown Capo allenatore - Capo-allenatore – Kevin Stefanski - Assistant c.a./coordinatore special team – Mike Priefer - Capo dello staff staff/assistente wide receiver – Callie Brownson Altri allenatori - Director of high performance – Shaun Huls - Preparatore atletico – Larry Jackson - Nutrizionista – Katy Meassick - Assistente p.a./scienza sportiva – Josh Christovich - Assistente p.a. – Monty Gibson - Assistente p.a. – Dale Jones - Assistente p.a. – Evan Marcus Allenatori dell'attacco - Coordinatore offensivo – Alex Van Pelt - Quarterback - Drew Petzing - Gioco sulle corse/running back – Stump Mitchell - Gioco sui passaggi/wide receiver – Chad O'Shea - Tight end – T.C. McCartney - Offensive line – Bill Callahan - Assistente offensive line – Scott Peters - Assistente senior – Kevin Rogers - Controllo qualità attacco – Jonathan Decoster - Controllo qualità attacco – Ashton Grant Allenatori della difesa - Coordinatore difensivo – Joe Woods - Gioco sulle corse – Ben Bloom - Defensive line – Chris Kiffin - Assistente defensive line – Jordan Thomas - Linebacker – Jason Tarver - Gioco sui passaggi/defensive back – Jeff Howard - Assistente defensive back – Brandon Lynch - Assistente difesa – Zach Dunn - Controllo qualità difesa – Jeff Anderson Allenatori dello special team - Assistente special team – Stephen Bravo-Brown |

## Roster
| Roster dei Cleveland Browns nel 2022 |
| --- |
| Quarterback - 7 Jacoby Brissett - 15 Joshua Dobbs - 16 Kellen Mond Running Back - 24 Nick Chubb - 25 Demetric Felton KR/PR - 34 Jerome Ford - 27 Kareem Hunt - 30 D'Ernest Johnson Wide Receiver - 18 David Bell - 2 Amari Cooper - 11 Donovan Peoples-Jones - 10 Anthony Schwartz - 12 Michael Woods II Tight End - 88 Harrison Bryant - 85 David Njoku Offensive Linemen - 75 Joel Bitonio G - 78 Jack Conklin T - 68 Michael Dunn G - 79 Drew Forbes G - 72 Hjalte Froholdt G - 74 Chris Hubbard T - 66 James Hudson T - 55 Ethan Pocic C - 77 Wyatt Teller G - 71 Jedrick Wills T Defensive Linemen - 99 Taven Bryan DT - 90 Jadeveon Clowney DE - 96 Jordan Elliott DT - 95 Myles Garrett DE - 58 Isaiah Thomas DE - 93 Tommy Togiai DT - 97 Perrion Winfrey DT - 69 Chase Winovich DE - 94 Alex Wright DE Linebacker - 42 Tony Fields II OLB - 51 Jordan Kunaszyk MLB - 28 Jeremiah Owusu-Koramoah OLB - 50 Jacob Phillips MLB - 44 Sione Takitaki OLB - 5 Anthony Walker Jr. MLB Defensive Back - 37 D'Anthony Bell SS - 22 Grant Delpit SS - 23 Martin Emerson CB - 38 A.J. Green CB - 33 Ronnie Harrison SS - 43 John Johnson FS - 39 Richard LeCounte FS - 20 Greg Newsome II CB - 21 Denzel Ward CB - 26 Greedy Williams CB Special Team - 13 Corey Bojorquez P - 47 Charley Hughlett LS - 3 Cade York K Lista delle riserve - 52 Dawson Deaton C (IR) - 9 Jakeem Grant WR (IR) - 53 Nick Harris C (IR) - 35 Lavert Hill CB (Waived/injured) - 65 Elijah Nkansah T (IR) - 61 Chris Odom DE (IR) - 4 Deshaun Watson QB (Sospeso) - 91 Stephen Weatherly DE (IR) - -- Isaiah Weston WR (IR) Squadra di allenamento - 56 Dakota Allen OLB - 17 Daylen Baldwin WR - 86 Miller Forristall TE - 82 Mike Harley Jr. WR - 49 Shaun Jolly CB - 41 John Kelly RB - 61 Jordan Meredith C - 29 Herb Miller CB - 81 Zaire Mitchell-Paden TE - 60 David Moore DT - 64 Roderick Perry II DT - 98 Isaac Rochell DE - 19 Josh Rosen QB - 70 Alex Taylor T 53 attivi, 9 inattivi, 14 nella squadra di allenamento |
| Legenda - I rookie sono in corsivo. - Il primo ruolo è il principale mentre gli eventuali successivi indicano i ruoli secondari. - (IR) sta per Injured Reserve ed indica la lista ristretta per un solo giocatore infortunato che può tornare ad allenarsi dopo la settimana 6 e a rientrare in prima squadra dopo che questa ha giocato 8 partite. - (NF-Inj.) / (NF-Ill.) stanno rispettivamente per Non-Football Injured e Non-Football Illness ed indicano le liste dove viene inserito un giocatore che ha un infortunio o una malattia non dipendente dal football americano. - (PUP) sta per Physically Unable to Perform ed indica la lista dove viene inserito un giocatore mentre è in attesa di recuperare la condizione fisica. Nella stagione regolare dopo la sesta partita giocata dalla propria squadra, il giocatore ha tempo tre settimane per riprendere ad allenarsi, più tre settimane aggiuntive dal suo rientro agli allenamenti per rientrare in prima squadra. |

## Precampionato
Il 12 maggio 2022 sono state annunciate le partite dei Browns nel precampionato.
| Precampionato |                |                        |           |        |                     |         |
| Settimana     | Data           | Avversario             | Risultato | Record | Stadio              | Sintesi |
| 1             | 12 agosto 2022 | @ Jacksonville Jaguars | V 24-13   | 1-0    | TIAA Bank Field     | Sintesi |
| 2             | 21 agosto 2022 | Philadelphia Eagles    | S 20-21   | 1-1    | FirstEnergy Stadium | Sintesi |
| 3             | 27 agosto 2022 | Chicago Bears          | S 20-21   | 1-2    | FirstEnergy Stadium | Sintesi |

## Stagione regolare

### Calendario
Il calendario della stagione regolare è stato annunciato il 12 maggio 2022. Il gruppo degli avversari, stabiliti sulla base delle rotazioni previste dalla NFL per gli accoppiamenti tra le division nonché dai piazzamenti ottenuti nella stagione precedente, fu giudicato come il 17º più duro da affrontare tra tutti quelli della stagione 2022.
| Stagione regolare |                   |                         |               |        |                         |         |
| Settimana         | Data              | Avversario              | Risultato     | Record | Stadio                  | Sintesi |
| 1                 | 11 settembre 2022 | @ Carolina Panthers     | V 26-24       | 1-0    | Bank of America Stadium | Sintesi |
| 2                 | 18 settembre 2022 | New York Jets           | S 30-31       | 1-1    | FirstEnergy Stadium     | Sintesi |
| 3                 | 22 settembre 2022 | Pittsburgh Steelers (T) | V 29-17       | 2-1    | FirstEnergy Stadium     | Sintesi |
| 4                 | 2 ottobre 2022    | @ Atlanta Falcons       | S 20-23       | 2-2    | Mercedes-Benz Stadium   | Sintesi |
| 5                 | 9 ottobre 2022    | Los Angeles Chargers    | S 28-30       | 2-3    | FirstEnergy Stadium     | Sintesi |
| 6                 | 16 ottobre 2022   | New England Patriots    | S 15-38       | 2-4    | FirstEnergy Stadium     | Sintesi |
| 7                 | 23 ottobre 2022   | @ Baltimore Ravens      | S 20-23       | 2-5    | M&T Bank Stadium        | Sintesi |
| 8                 | 31 ottobre 2022   | Cincinnati Bengals (M)  | V 32-13       | 3-5    | FirstEnergy Stadium     | Sintesi |
| 9                 | Riposo            | Riposo                  | Riposo        | Riposo | Riposo                  | Riposo  |
| 10                | 13 novembre 2022  | @ Miami Dolphins        | S 17-39       | 3-6    | Hard Rock Stadium       | Sintesi |
| 11                | 20 novembre 2022  | @ Buffalo Bills         | S 23-31       | 3-7    | Highmark Stadium        | Sintesi |
| 12                | 27 novembre 2022  | Tampa Bay Buccaneers    | V 23-17 (DTS) | 4-7    | FirstEnergy Stadium     | Sintesi |
| 13                | 4 dicembre 2022   | @ Houston Texans        | V 27-14       | 5-7    | NRG Stadium             | Sintesi |
| 14                | 11 dicembre 2022  | @ Cincinnati Bengals    | S 10-23       | 5-8    | Paycor Stadium          | Sintesi |
| 15                | 17 dicembre 2022  | Baltimore Ravens        | V 13-3        | 6-8    | FirstEnergy Stadium     | Sintesi |
| 16                | 24 dicembre 2022  | New Orleans Saints      | S 10-17       | 6-9    | FirstEnergy Stadium     | Sintesi |
| 17                | 1º gennaio 2023   | @ Washington Commanders | V 24-10       | 7-9    | FedEx Field             | Sintesi |
| 18                | 8 gennaio 2023    | @ Pittsburgh Steelers   | S 14-28       | 7-10   | Acrisure Stadium        | Sintesi |

Note:
- Gli avversari della propria division sono in grassetto.
- Il simbolo "@" indica una partita giocata in trasferta.
- (M) indica il Monday Night Football, (T) il Thursday Night Football e (S) il Sunday Night Football.

## Premi

### Premi settimanali e mensili
- Cade York:

giocatore degli special team della AFC della settimana 1
- Donovan Peoples-Jones:

giocatore degli special team della AFC della settimana 13
- Corey Bojorquez:

giocatore degli special team della AFC della settimana 17